# Nyugati ezer buddha-barlangok
A Nyugati ezer buddha-barlangok (kínai: 西|千|佛|洞), pinjin: Hszi csian-fo tung) sziklába vájt buddhista barlangsor Tunhuang város közelében, Kanszu tartományban, Kína északnyugati részén. A selyemút egykori megállóhelye ma mintegy 35&km-re fekszik délnyugatra a város központjától, és körülbelül ugyanennyire a Jang-hágótól. Egy Jüe-cun nevű szerzetes látomásában megjelenő ezer buddháról elnevezett helyszín a világörökségi helyszínnek számító Mokao-barlangok szomszédságában található. Tunhuang közelében e két helyszín mellett további három barlangos helyszín található: Keleti ezer buddha-barlangok, Jülin-barlangok és Öt barlangtemplom. A nyugati-barlangokat a Tang-folyó északi partja fölé nyúló sziklák falába vájták, amelyek közül több árvíz és földcsuszamlás martaléka lett, így ma már csak 40 maradt fenn. 22 barlang falán találtak festményeket, amelyekben összesen 34 színesre festett szobor került elő. A 800 m² felületű falfestés az Északi Vej, a Jüan és a korai Ming dinasztiák (6-14. század) korában készült.

## Barlangok

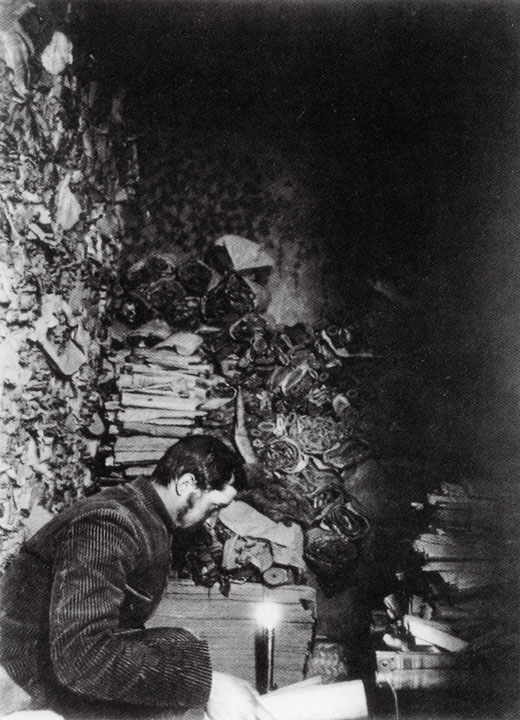
Pelliot a mokaói könyvtárbarlangban talált kéziratok vizsgálata közben

Az öt dinasztia korából származó könyvtárbarlang egyik kézirata, amelyet jelenleg a Francia Nemzeti Könyvtárban tartanak, tartalmazza a hely korai történetét (P 5034): Sacsou tutu prefektúra birtokjegyzéke – Soucsang megye szerint, a megyétől mintegy 24 km-re van egy felirat a következőkkel: „A Han-dinasztia idején… készítettek egy  falmélyedést buddha-szobrok részére; az emberek idővel továbbiakat készítettek”. Mivel Soucsang megye (ma Nanhu falu) az ősi hohszi kereskedelmi útvonalon fekvő Jang-hágó helyszíne, emiatt úgy tekintik, hogy ez egyértelmű utalás a Nyugati ezer buddha-barlangok eredetére.
A díszes barlangok három fő szakaszra tagolhatók. Az első szakasz a szikla nyugati végénél lévő első 19 barlang, a mai rezervátumtól mintegy egy kilométerre. A második szakasz a 20. barlang, amely a helyszín közepét is jelöli, és ez a második zsilipnél van. A harmadik szakasz a 21. és a 22. barlang, a szikla keleti végén. A szobrok többségét különböző stílusban állították helyre a Csing-dinasztia, majd a Kínai Köztársaság idején. A nyugati végen lévő barlangok alumínium ajtókat és üveg elválasztásokat kaptak a környezeti hatások enyhítése érdekében. A gondnoklakásoktól távol, a keleti végen lévő barlangok falfestményeit átszállították a Mokao-barlangokba. Az észak-veji 7. barlang fő buddha-szobrának romos állapota bepillantást enged az építésekor használt rétegződések megfigyelésére. A vakolatot és tapasztóanyagot ágakból és nádból készült vázra hordták fel. A kopott felső festékrétegek alól előtűnnek a barlangfalakra rajzolt gondos vázlattervek.

## Barlangok listája
A 22 barlang számozása elsősorban a falfestmények stílusa és a falfeliratok alapján készült:
| Barlang     | Építtette            | Felújította                                                  | Korábbi száma | Kép |
| ----------- | -------------------- | ------------------------------------------------------------ | ------------- | --- |
| 1. barlang  | Öt dinasztia         |                                                              | C1            |     |
| 2. barlang  | (ismeretlen dátum)   |                                                              | C2            |     |
| 3. barlang  | Tang                 | (tisztázatlan dátum), Kínai Köztársaság                      | C3            |     |
| 4. barlang  | Szuj                 | Tang, (tisztázatlan dátum), Kínai Köztársaság                | C3b           |     |
| 5. barlang  | korai Tang           | (tisztázatlan dátum)                                         | C4            |     |
| 7. barlang  | Északi Vej           | Nyugati Vej, Csing                                           | C5            |     |
| 8. barlang  | Északi Csou          | Szuj                                                         | C5b           |     |
| 9. barlang  | Nyugati Vej          | Északi Csou, Szuj, korai Tang, (tisztázatlan dátum), Csing   | C6            |     |
| 10. barlang | Szuj                 | Tang                                                         | C7            |     |
| 11. barlang | Északi Csou          | Szuj, Tang, (tisztázatlan dátum), Kínai Köztársaság          | C8            |     |
| 12. barlang | Északi Csou          | Szuj, Tang, (tisztázatlan dátum), Kínai Köztársaság          | C9            |     |
| 13. barlang | Északi Csou          |                                                              | C10           |     |
| 14. barlang | korai Tang           | Öt dinasztia                                                 | C11           |     |
| 15. barlang | Szuj                 | Tang, (tisztázatlan dátum)                                   | C12           |     |
| 16. barlang | késő Tang            | Öt dinasztia, Szung, (tisztázatlan dátum), Kínai Köztársaság | C13           |     |
| 17. barlang | késő Tang            |                                                              | C14           |     |
| 18. barlang | (tisztázatlan dátum) | középső Tang, Öt dinasztia                                   | C15           |     |
| 19. barlang | Északi Csou          | Öt dinasztia                                                 | C16           |     |
| 20. barlang | Jüan                 |                                                              | C17           |     |
| 21. barlang | Ming                 |                                                              | C18           |     |
| 22. barlang | Északi Vej           |                                                              | C19           |     |